# Перемога (Середино-Будский район)
Перемога (укр. Перемога) — село,
Великоберезковский сельский совет,
Середино-Будский район,
Сумская область,
Украина.
Код КОАТУУ — 5924480404. Население по переписи 2001 года составляло 16 человек.

## Географическое положение
Село Перемога находится на левом берегу реки Знобовка,
выше по течению на расстоянии в 3 км расположено село Чернацкое,
ниже по течению на расстоянии в 2 км расположено село Великая Березка.

## Происхождение названия
За время своего существования населённый пункт несколько раз менял своё название и в разное время назывался по-разному: хут. Ишутин — 1779—1781 гг., хут. Ишуткин (Кравченков) — 1859 г., хут. Ишуткин — 1892, 1897, 1901, 1913, 1917 гг., хут. Ишуткин (Сибилёв) — 1923 г. * В 1945 г. Указом Президиума ВС УССР хутор Ишуткин переименован в Перемогу.

## История
Впервые населённый пункт упоминается в описании Новгород-Северского наместничества 1779—1781 гг. под названием Ишутин хутор.
На указанный момент он находился во владении Борисоглебского кафедрального монастыря Черниговской архиепископии, который владел в нём одной мельницей о 2 колах на реке Знобовке, построенной до 1765 года, и одной хатой для мельника.
В 1786 году Екатерина ІІ отобрала у монастырей Киевской, Черниговской и Новгород-Северской епархий все хутора, деревни и сёла и причислила их к казённому ведомству. Однако Ишутин хутор каким-то образом оказался во владении частных лиц. Накануне отмены крепостного права, в 1859 году, в нём числилось 7 дворов, в которых проживали 17 мужчин и 21 женщина. Хутор значился владельческим и принадлежал кому-то из местных помещиков.